# Sydals Kommune
| Basisdaten      | Basisdaten         |
| --------------- | ------------------ |
| Verwaltungssitz | Hörup              |
| Fläche          | 94,66 km² (2005)   |
| Einwohner       | 6.527 (2005)       |
| Internet        | https://sydals.dk/ |

Sydals Kommune (deutsch: Kommune Südalsen) war eine Kommune im Sønderjyllands Amt (Nordschleswig) im südwestlichen Dänemark. Sie umfasste die vier südlichen Gemeinden auf der Insel Als, nämlich Hørup Sogn, Kegnæs Sogn, Lysabild Sogn und Tandslet Sogn. In dieser Form entstand die Kommune 1970. Am 1. Januar 2007 ging sie gemeinsam mit den Kommunen Augustenborg, Broager, Gråsten, Nordborg, Sundeved und Sønderborg in der neuen Kommune Sønderborg mit über 70.000 Einwohnern auf.